# Sediliopsis aphanitoma
Sediliopsis aphanitoma é uma espécie extinta de caracol marinho, um molusco gastrópode marinho da família Pseudomelatomidae, os turrídeos e aliados.

## Descrição
O comprimento da casca atinge 21,5 mm, o seu diâmetro 8 mm.
O comprimento da casca atinge 21,5 milímetros, o seu diâmetro 8. A concha tem uma espiral pontiaguda e cónica e um grande giro do corpo. A escultura é obsoleta em dois nuclear lisa e oito posteriores espirais. O protoconch é pequeno e sem corte. É seguido por um terceiro giro estreitamente reticulado. A escultura em espiral é obscura. Consiste de espirais maiores e menores, mais ou menos alternadas, mas dificilmente interrompendo a continuidade da superfície, sendo o mais evidente um par periférico. A espiral é engrossada na frente da sutura reprimida, e ainda assim não distintamente para formar um fio. As espirais são mais distintas perto da columela. A escultura transversal consiste em (cerca de nove no verticilo do corpo) costelas bem marcadas e proeminentes, estendendo-se nos primeiros verticilos, desde a sutura até a sutura, e linhas incrementais bastante largas, às vezes plissadas na sutura. O fasciole anal não é constrito, obscuro, com um entalhe raso. A columela é distinta, com um fasciole sifonal bem marcado. Internamente com um esmalte liso refletido sobre ele. A abertura é estreita. O canal sifonal é recurvado e profundamente entalhado. O lábio externo é fino, arqueado, simples, varicoso por trás, liso por dentro.

## Distribuição
Fósseis dessa espécie foram encontrados em estratos pliocênicos na Flórida e Carolina do Norte, nos Estados Unidos.